# Durllabhganj
Durllabhganj é uma vila no distrito de Medinipur, no estado indiano de Bengala Ocidental.

## Demografia
Segundo o censo de 2001, Durllabhganj tinha uma população de 6129 habitantes. Os indivíduos do sexo masculino constituem 52% da população e os do sexo feminino 48%. Durllabhganj tem uma taxa de literacia de 79%, superior à média nacional de 59,5%: a literacia no sexo masculino é de 82% e no sexo feminino é de 75%. Em Durllabhganj, 12% da população está abaixo dos 6 anos de idade.